# Meldi

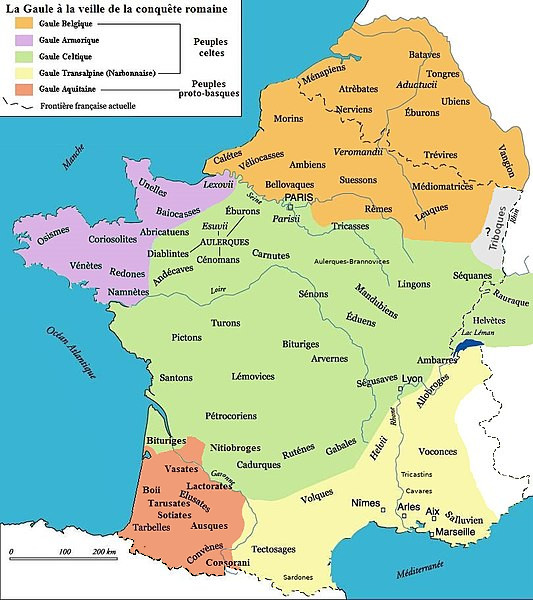
Mappa delle tribù galliche

I Meldi (in latino Meldis) erano una popolazione celtica, anticamente stanziata nell'odierna regione Île-de-France e la cui antica capitale era Iantinum (odierna Meaux).

## Storia
I Meldi sono menzionati da Giulio Cesare nel De bello Gallico, durante il secondo sbarco in Britannia del 54 a.C.. Egli scrive, infatti: 
(Giulio Cesare, Commentarii de bello Gallico, V, 5)

### Fonti primarie
- Gaio Giulio Cesare, Commentarii de bello Gallico.

### Letteratura storiografica
- (FR) Venceslas Kruta, Les Celtes, Histoire et Dictionnaire, Parigi, Éditions Robert Laffont, Bouquins, 2000, ISBN 2-7028-6261-6.

- (FR) John Haywood, Barry Cunliffe (intr.) e Colette Stévanovitch (trad.), Atlas historique des Celtes, Parigi, éditions Autrement, 2002, ISBN 2-7467-0187-1.